# Loeuilly
Loeuilly är en kommun i departementet Somme i regionen Hauts-de-France i norra Frankrike. Kommunen ligger i kantonen Conty som tillhör arrondissementet Amiens. År 2018 hade Loeuilly 817 invånare.

## Befolkningsutveckling
Antalet invånare i kommunen Loeuilly
| Referens: INSEE |